# 高山瘤蟹
高山瘤蟹（学名：Phymodius monticulosus）为扇蟹科瘤蟹属的动物。分布于琉球群岛、塔希提群岛、土阿莫土群岛、澳大利亚、可可群岛、印度、马尔代夫、红海以及中国大陆的西沙群岛、海南岛等地，生活环境为海水，一般生活于珊瑚礁丛中。